# Мауріцгейс
Королівська галерея Мауріцгейс (нід. Mauritshuis, дослівно будинок Мауріца) — музей в місті Гаага, Нідерланди. Відомий як невелика, але досить добротна збірка творів голландських майстрів 17 століття — часу розквіту національних художніх шкіл, яких було декілька в країні. Цікавинкою зібрання є майже повна нестача картин майстрів Італії, що ними так пишаються інші галереї.

## Історія

### Побудова

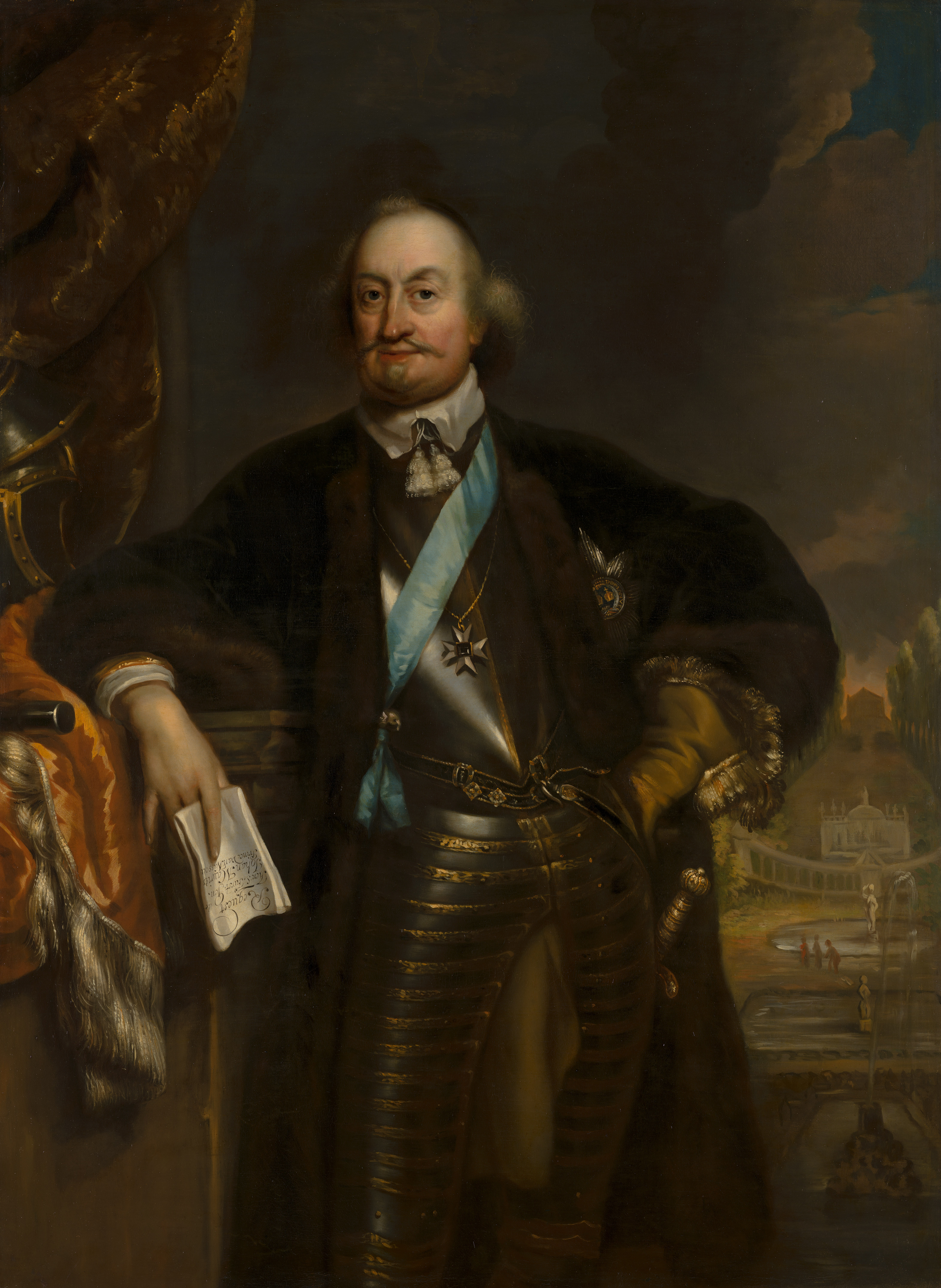
Худ. Ян де Бан (Jan de Baen) портрет Йогана Мауріца, першого володаря Мауріцгейса.

У 1631 р. військовий офіцер і вельможа Йоган Мауріц, граф Нассау-Зігенський (1604–1679) придбав ділянку землі поблизу ставка і Бінненгофа. Подвір'я Бінненгоф було престижним місцем, бо саме там збирались Генеральні штати Голландії, тобто парламент. Сільська і тиха за характером Гаага була тодішнім політичним центром країни.
Будівництво тривало у 1636–1641 рр. Головна будівля витримана в стилі класицизм. Бароко в архітектурі Голландії мало невелике поширення і мало стримані форми, а відбилося більше в живопису (ранішні картини Рембрандта) і садівництві — (Лоо). Будинок графа отримав назву Мауріцгейс на честь володаря.

### Приміщення

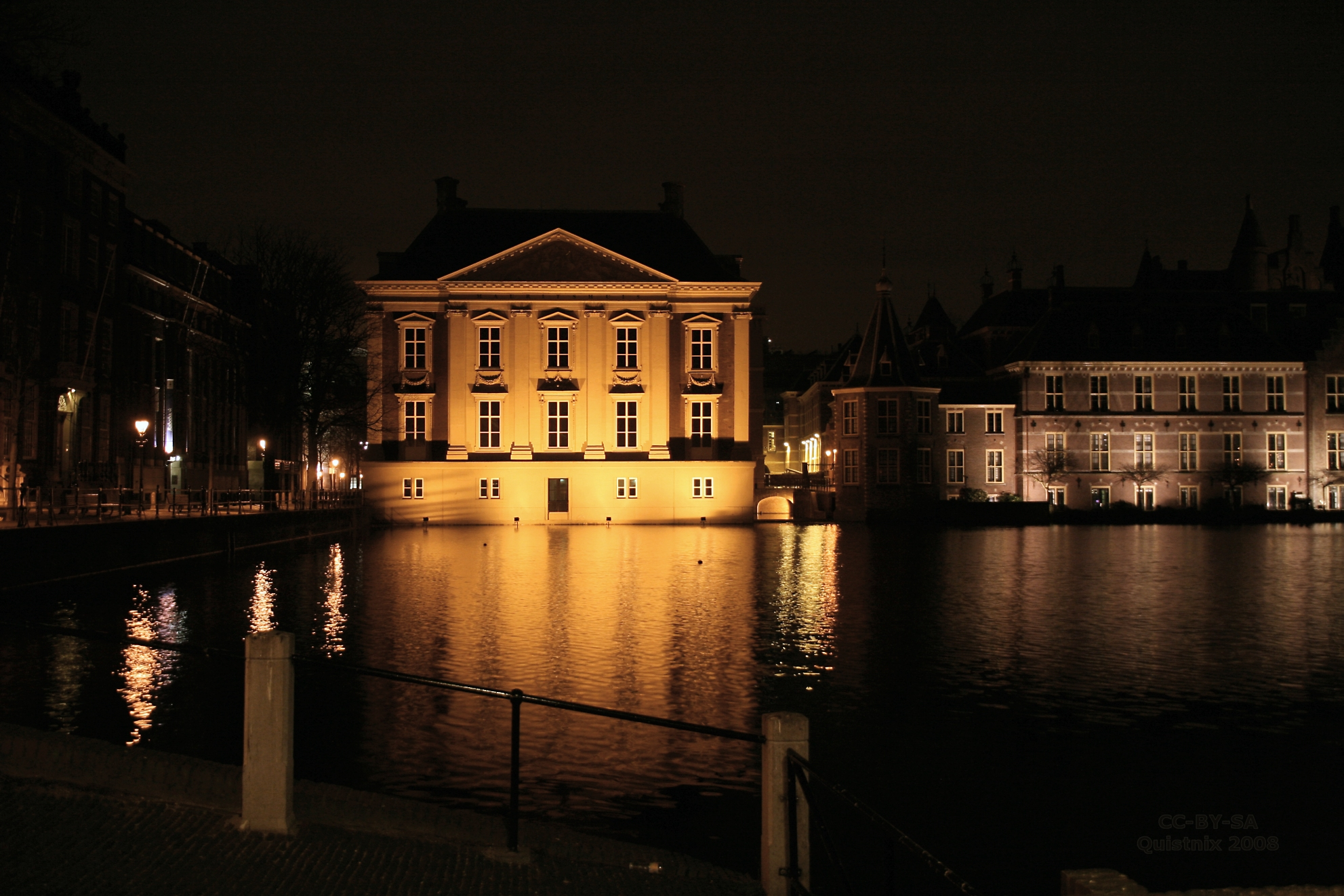
Мауріцгейс увечері

Палац побудовано за проектом архітектора Якоба ван Кампена.
Невеликий за розмірами палац має 2 поверхи і сіметричне внутрішнє розпланування. Це чотири великі кімнати з сінями-вестибюлями і велика зала. Кімнати також мали комори і відділи для одягу. Усі фасади прикрашені пілястрами на висоту будинку і частими вікнами. Невеликий за розмірами як палац і на березі ставка, Мауріцгейс скидається на великий парковий павільйон.
Первісна будівля мала також купол, який знищила пожежа у 1704 р. Його не відновили. Приміщення, що постраждали в пожежі, відновлені у 1708–1718 рр. Наступні володарі здавали палац а оренду уряду країни. З 1820 р. палац придбали для розташування Королівської колекції картин.
Мауріцгейс був державним музеєм, доки не був приватизований у 1995 році. Музей — один з найвідоміших у Нідерландах.

### Обладнання музею

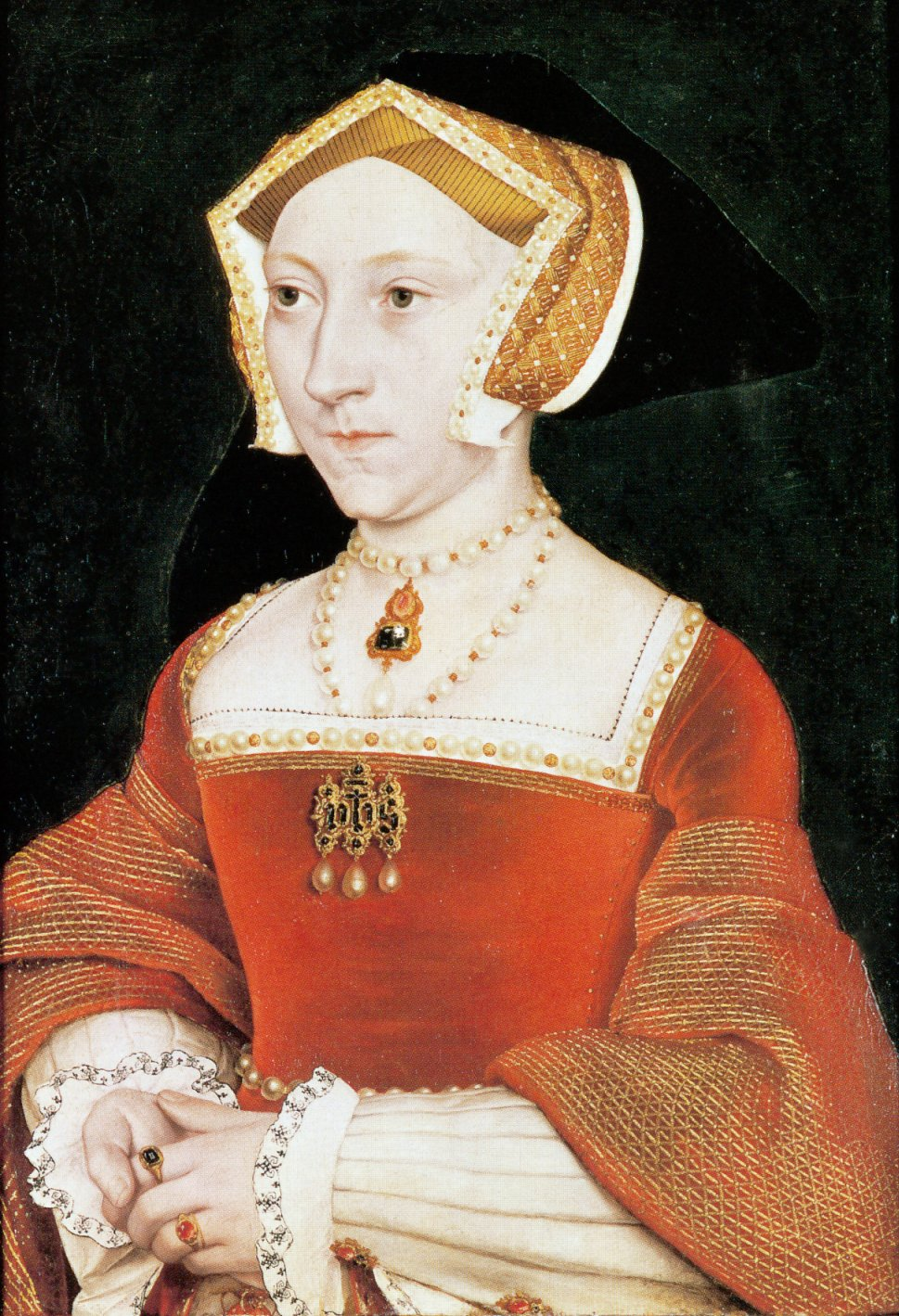
Худ. Ганс Гольбейн молодший, портрет королеви Англії Джейн Сеймур, дружини Генріха VIII.

Первісну колекцію складали Королівська збірка картин і Королівський кабінет курйозів. З 1822 р. приміщення відкрили для публічних відвідин. Реорганізація проведена у 1875 р., коли кабінет курйозів перевели в іншу будівлю, а палац почали використовувати тільки як картинну галерею. Тепер музейний заклад має Мауріцгейс та Швайцерхоф, де показують головні музейні колекції.
Картинна галерея має близько 800 картин, але їхня мистецька вартість надзвичайна. Переважають картини голландських і фламандських майстрів 17 століття. Але є декілька картин інших митців (з Англії, Німеччини) і попередників з 16 століття, що тільки доповнює головну колекцію.

## Галерея

### Портрети збірки

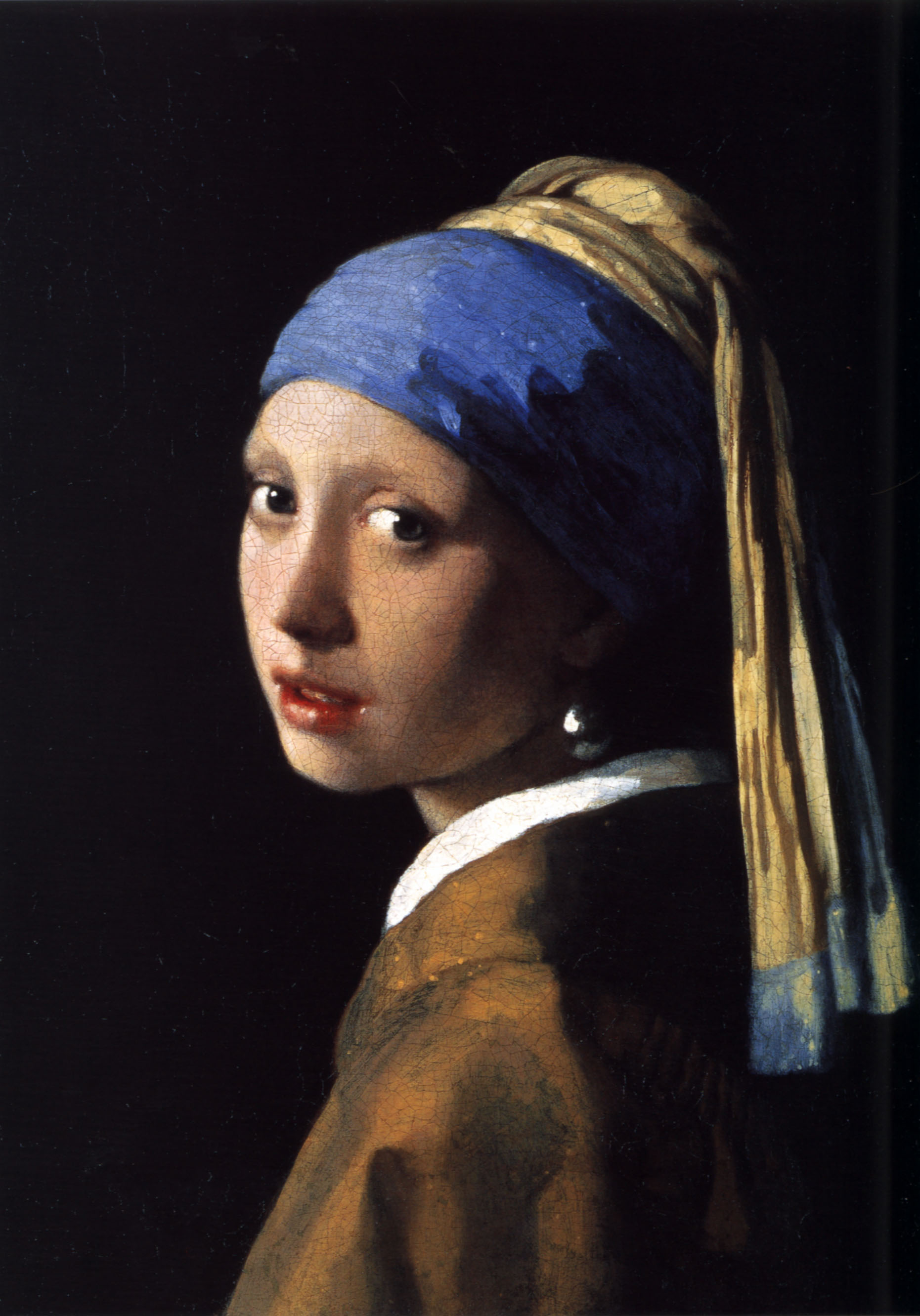
Ян Вермер, Дівчина з перловою сережкою (картина), кін. 1665
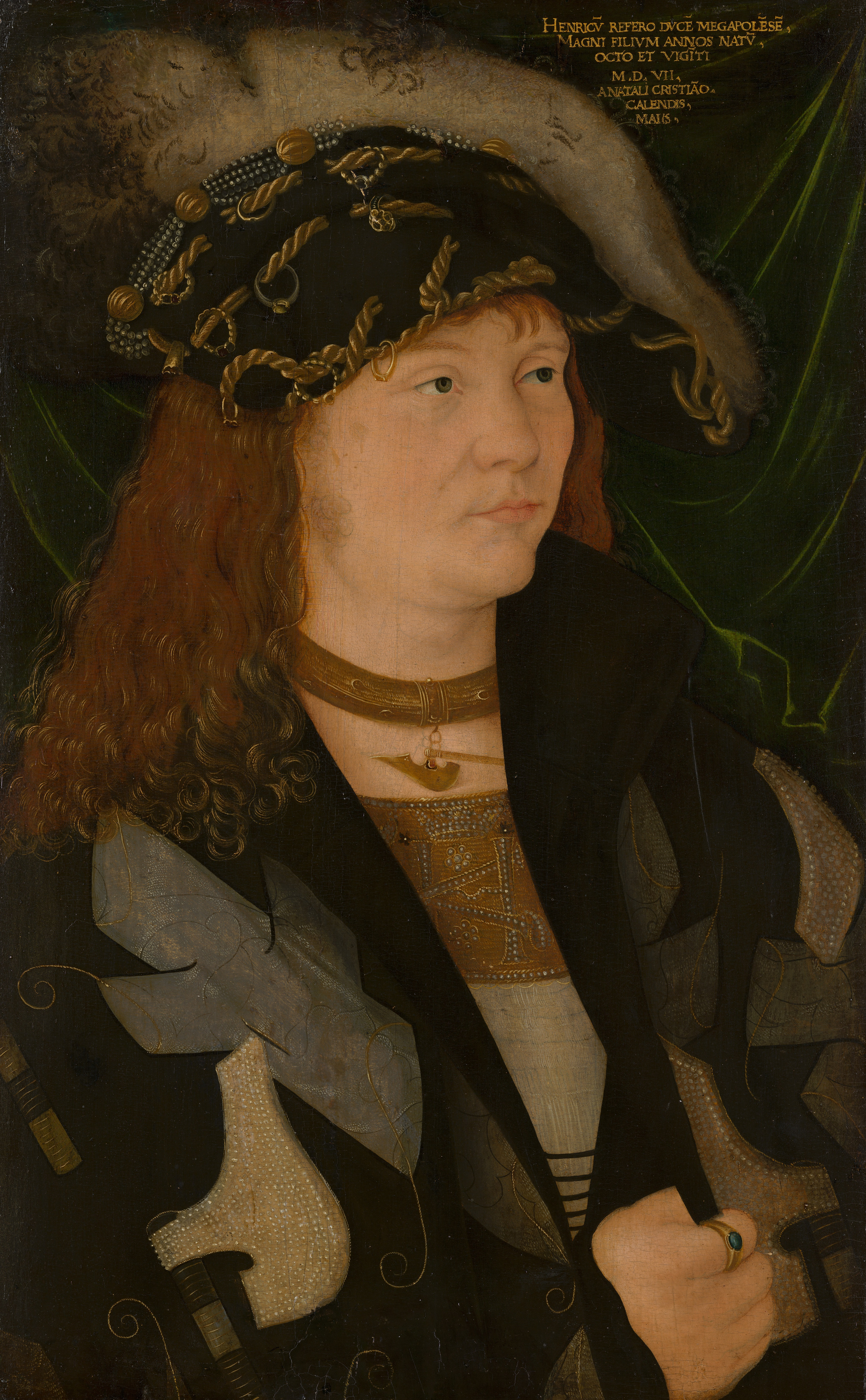
Якопо де Барбарі; Генріх, граф Мекленбурзький
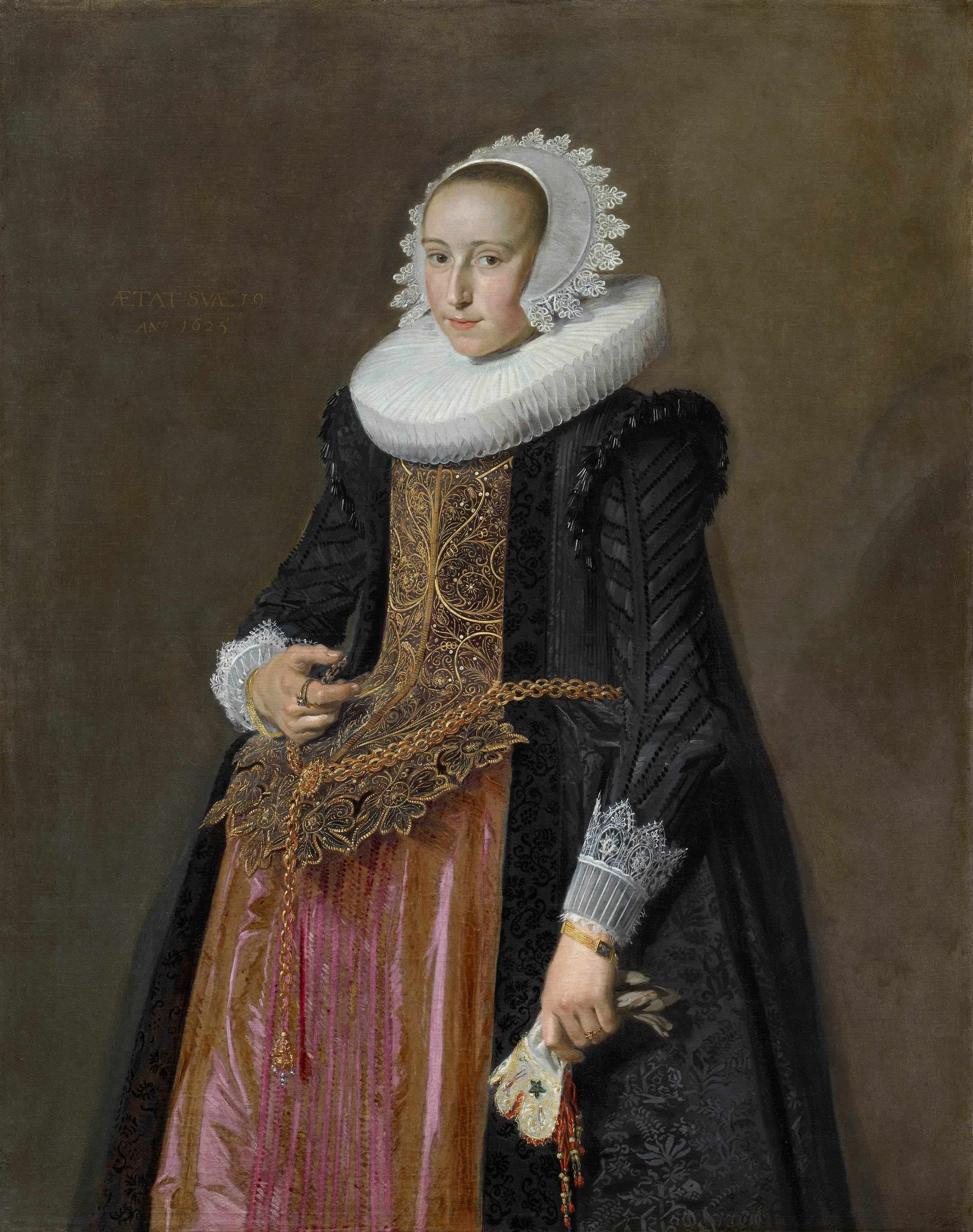
Франс Галс, Алетта Ганеманс
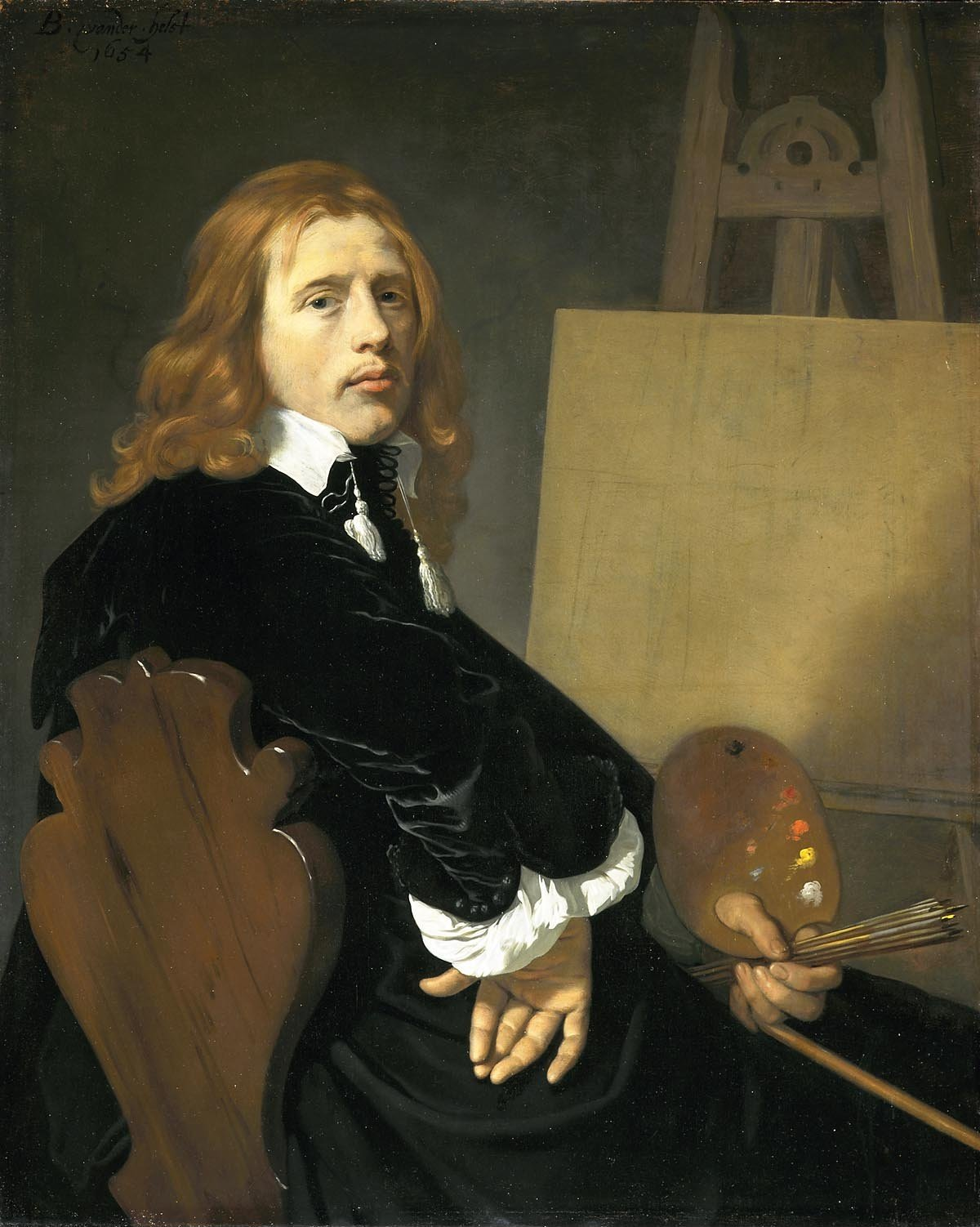
Бартоломеус ван дер Гелст, портрет художника Паулюса Поттера.

### Натюрморти

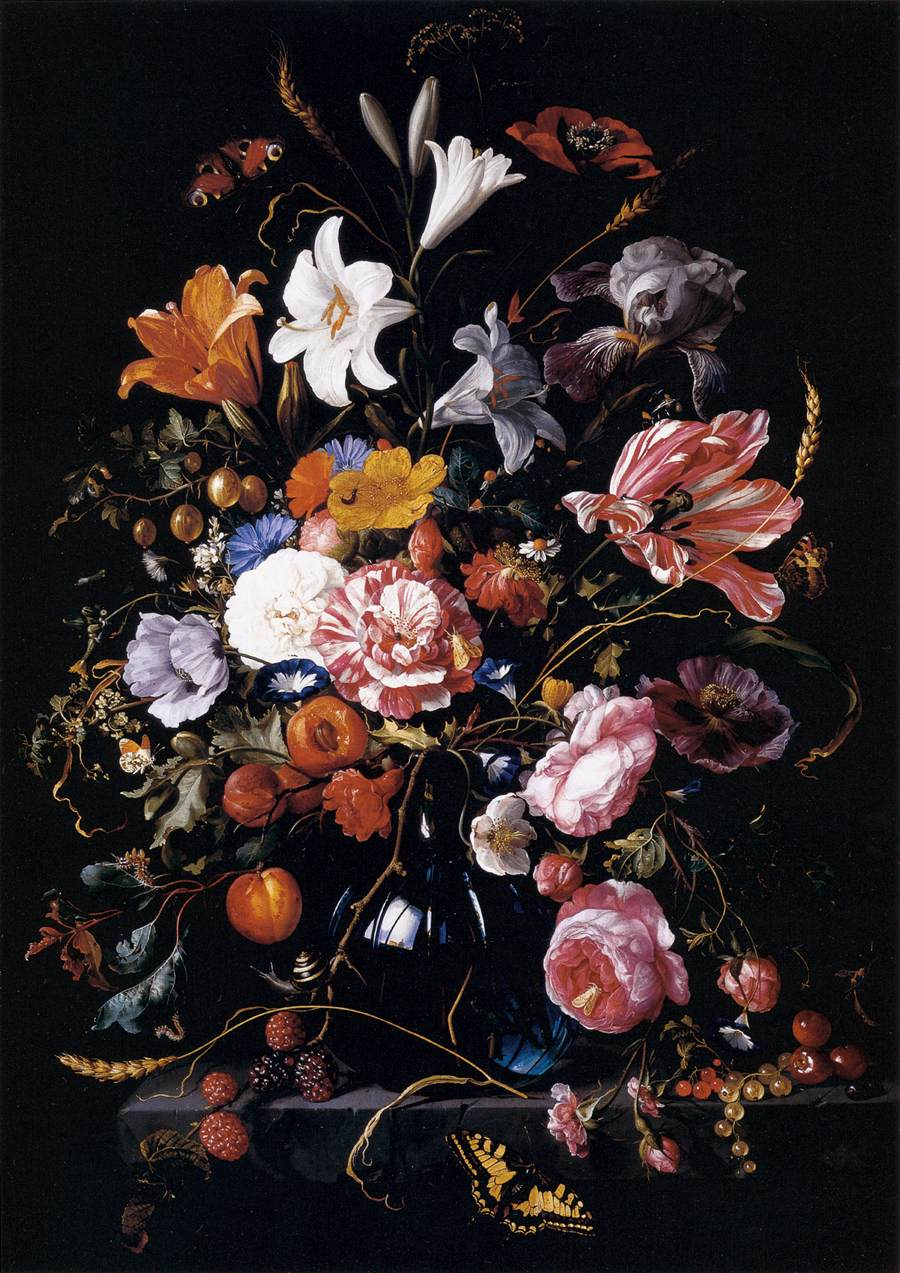
Ян Девідс де Хем, Квіти
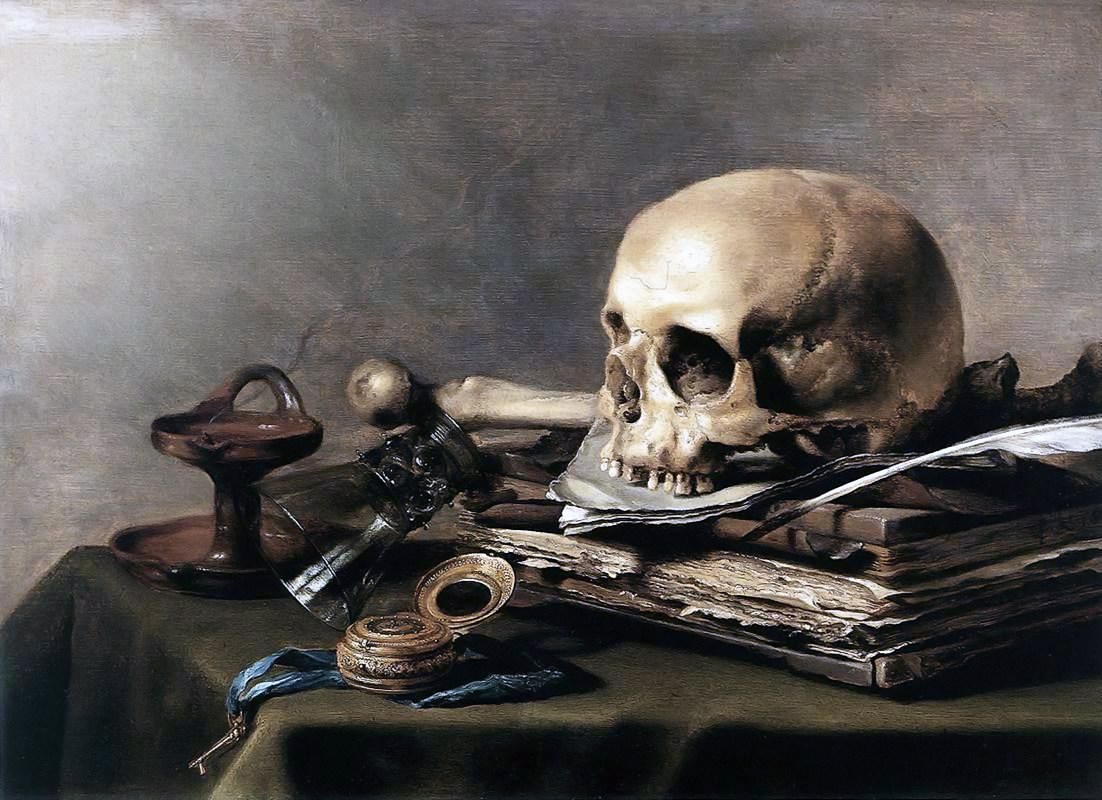
Пітер Клас, натюрморт серії «Марнота марнот»
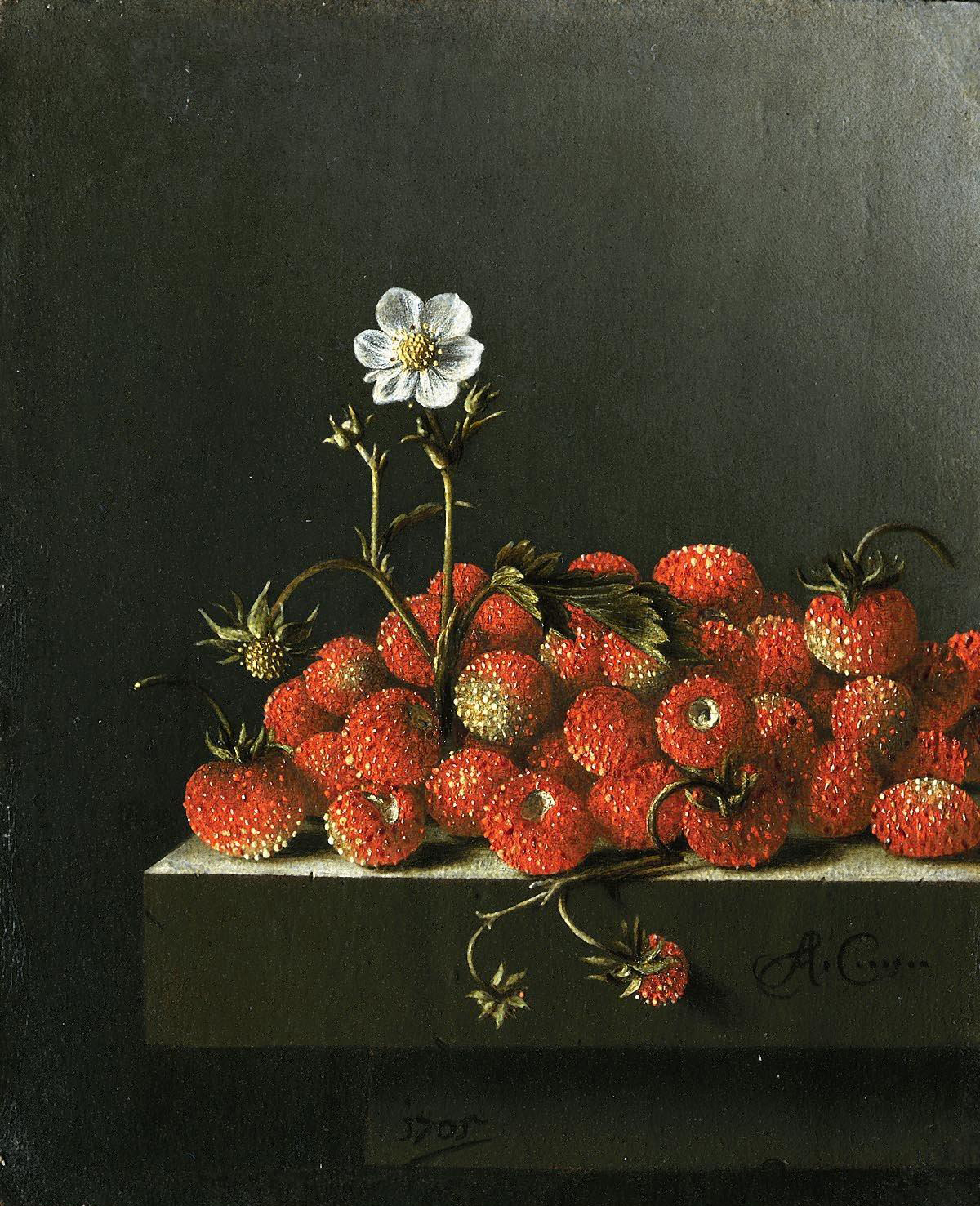
Адріан Корте, Суниці
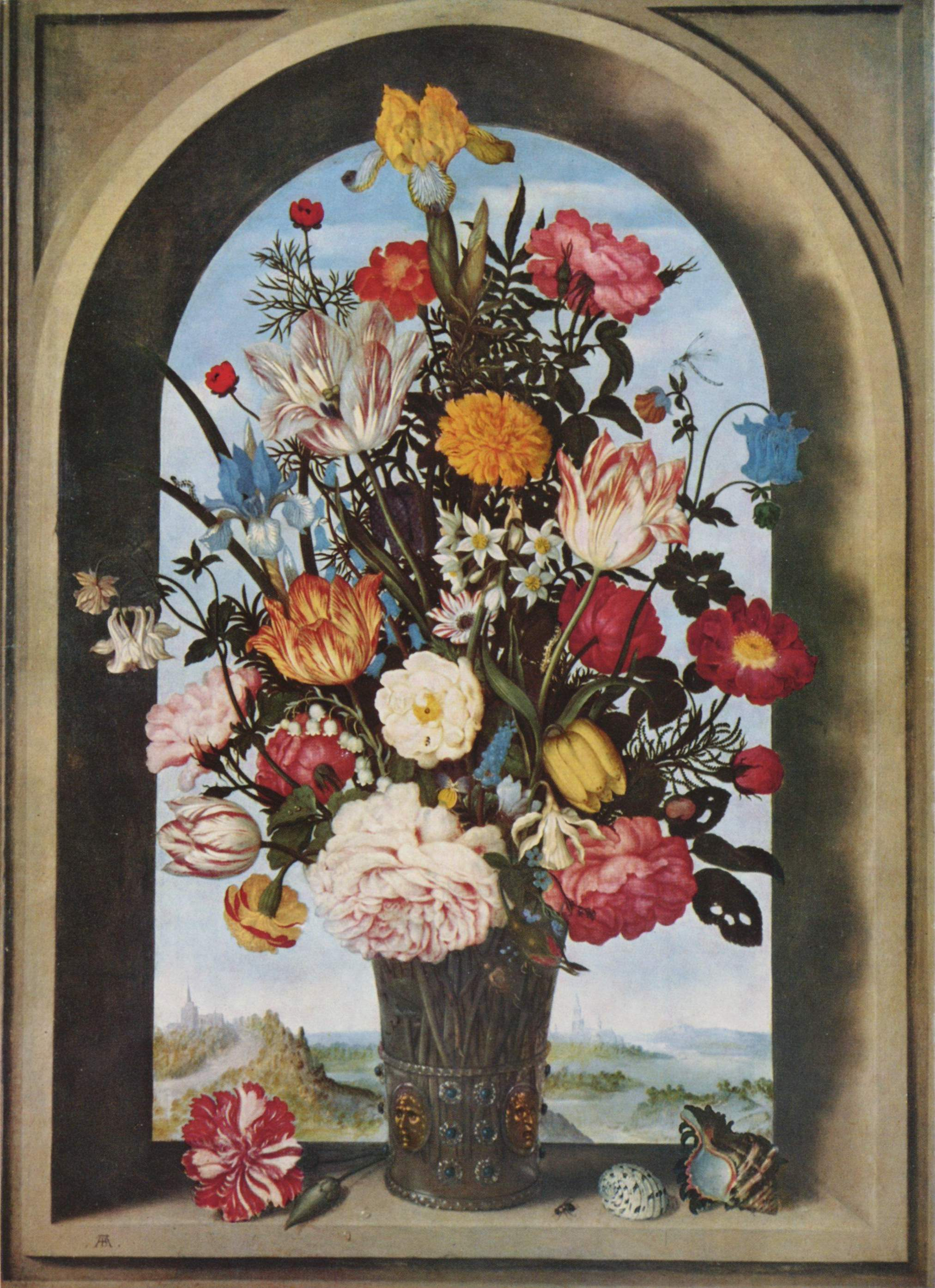
Амброзіус Босгарт старший, квіти на вікні

### Пейзажі

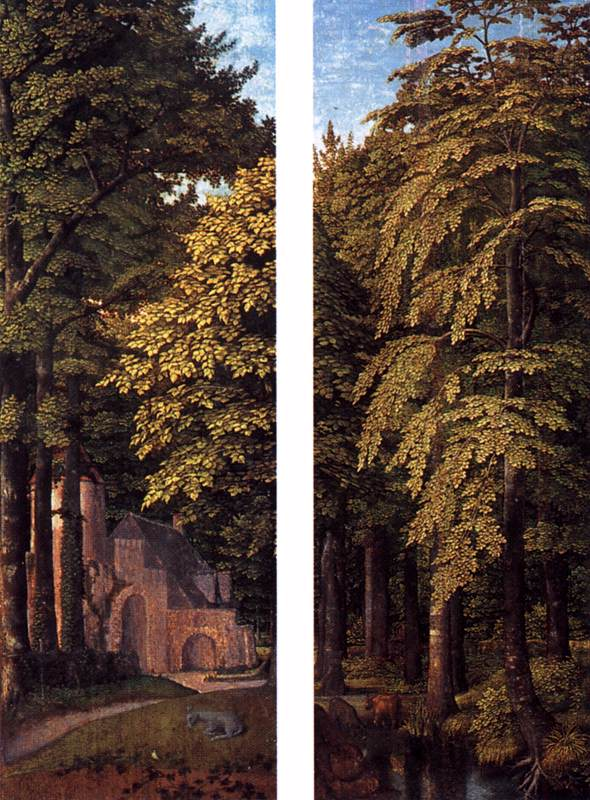
Герард Давід, будівля в лісі, 1515 р.
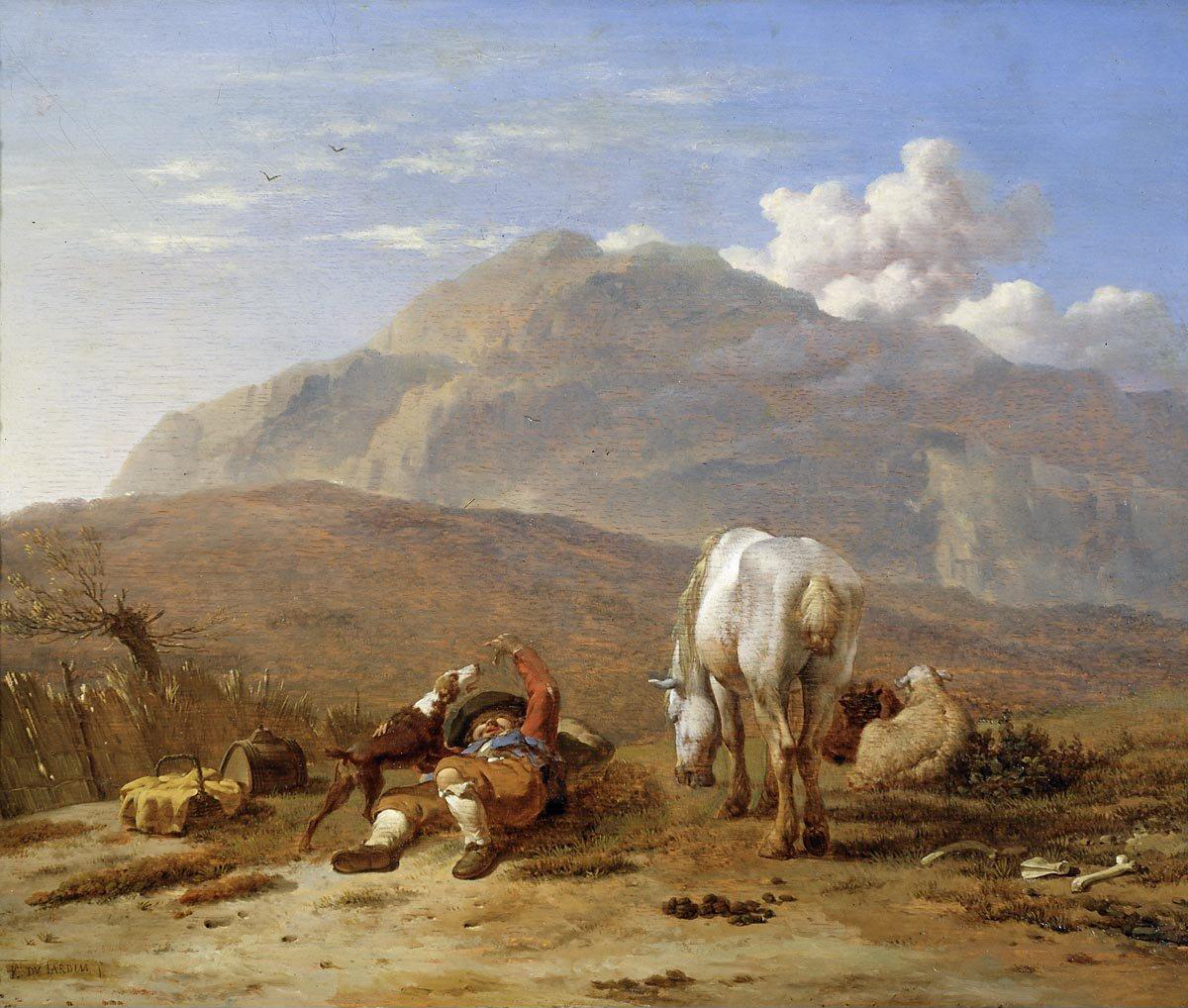
Карел Дюжарден, пейзаж з пастушком, що грає з собакою.
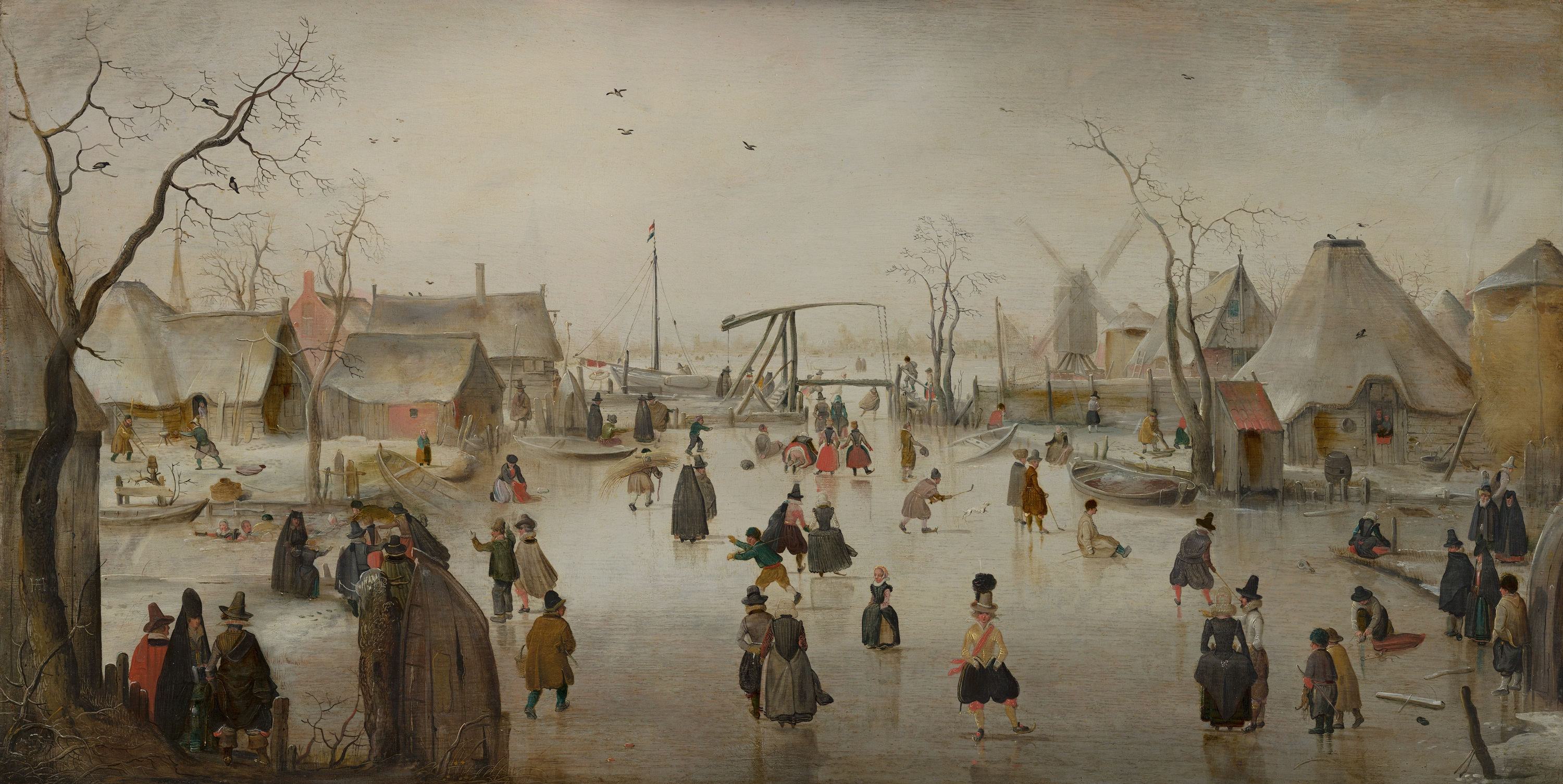
Гендрик Аверкамп, зимовий пейзаж
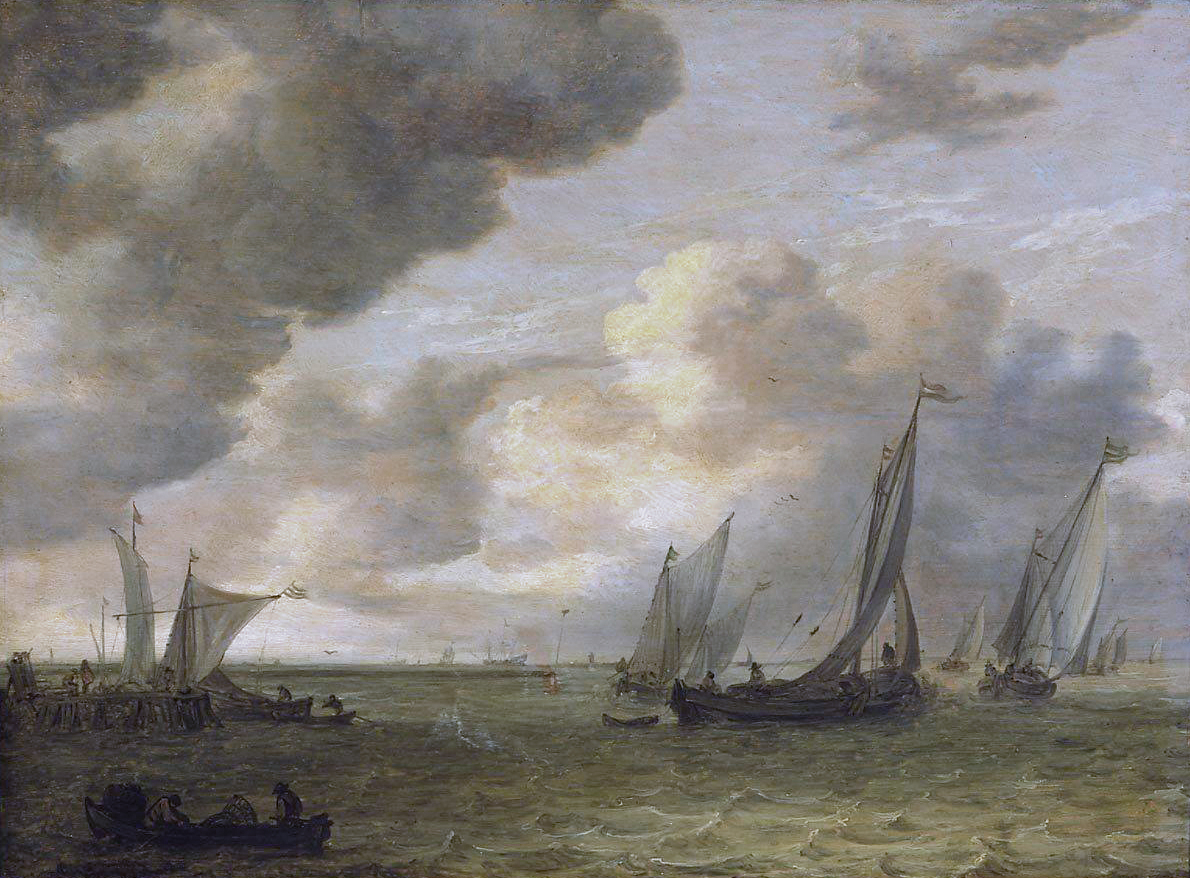
Ян ван Гоєн, Рибальські човни

### Картини Рембрандта

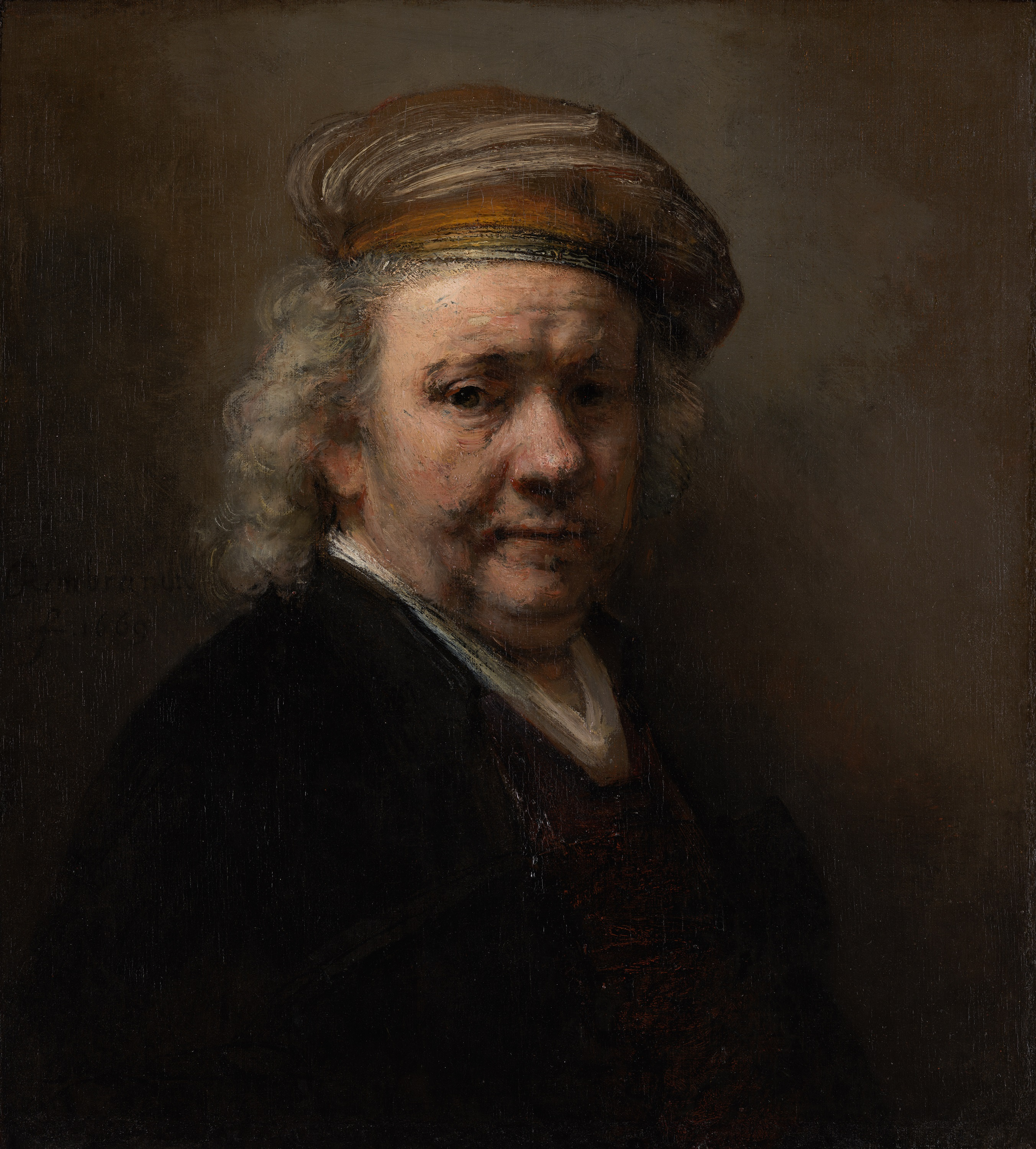
Автопортрет
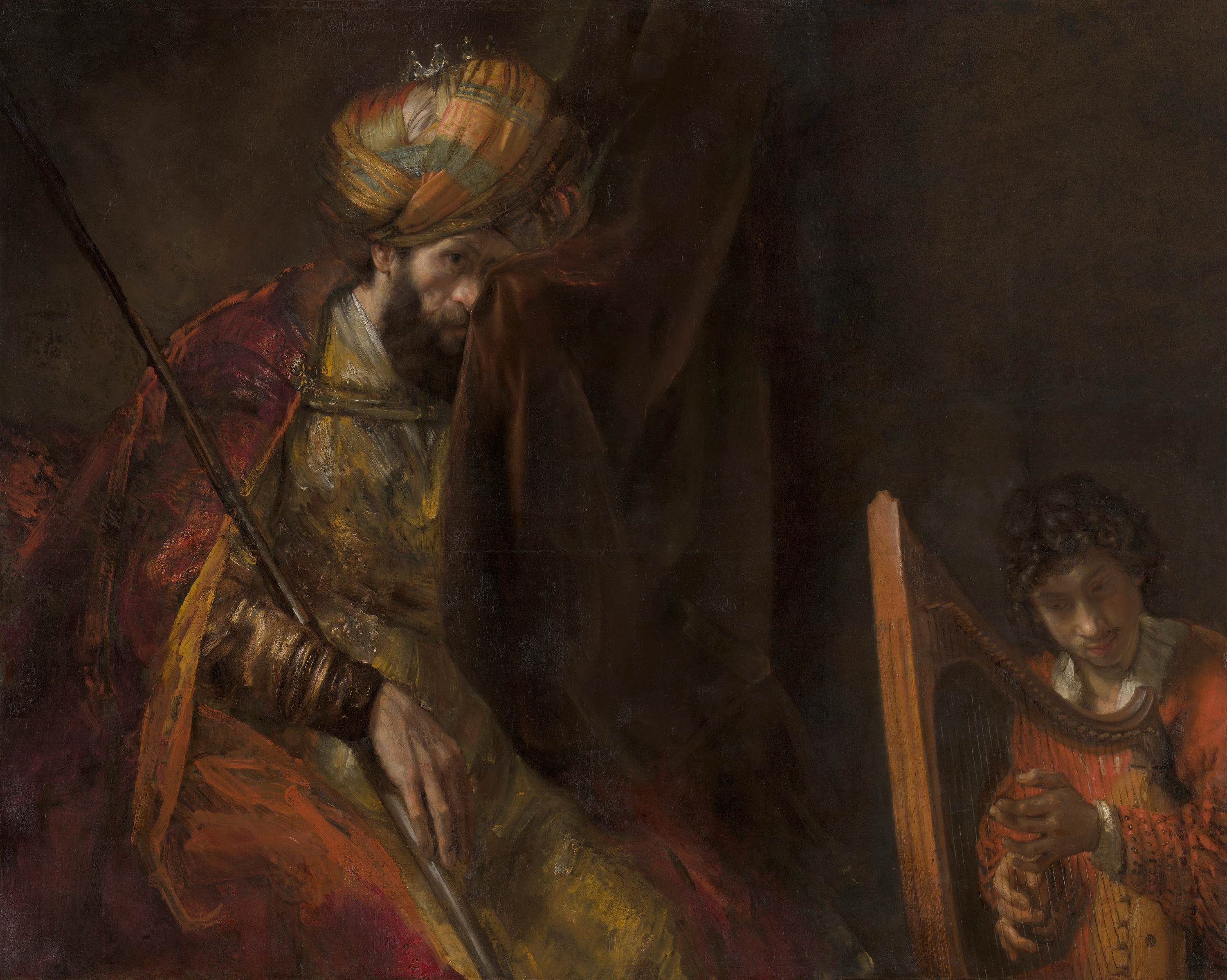
Давид і цар Саул
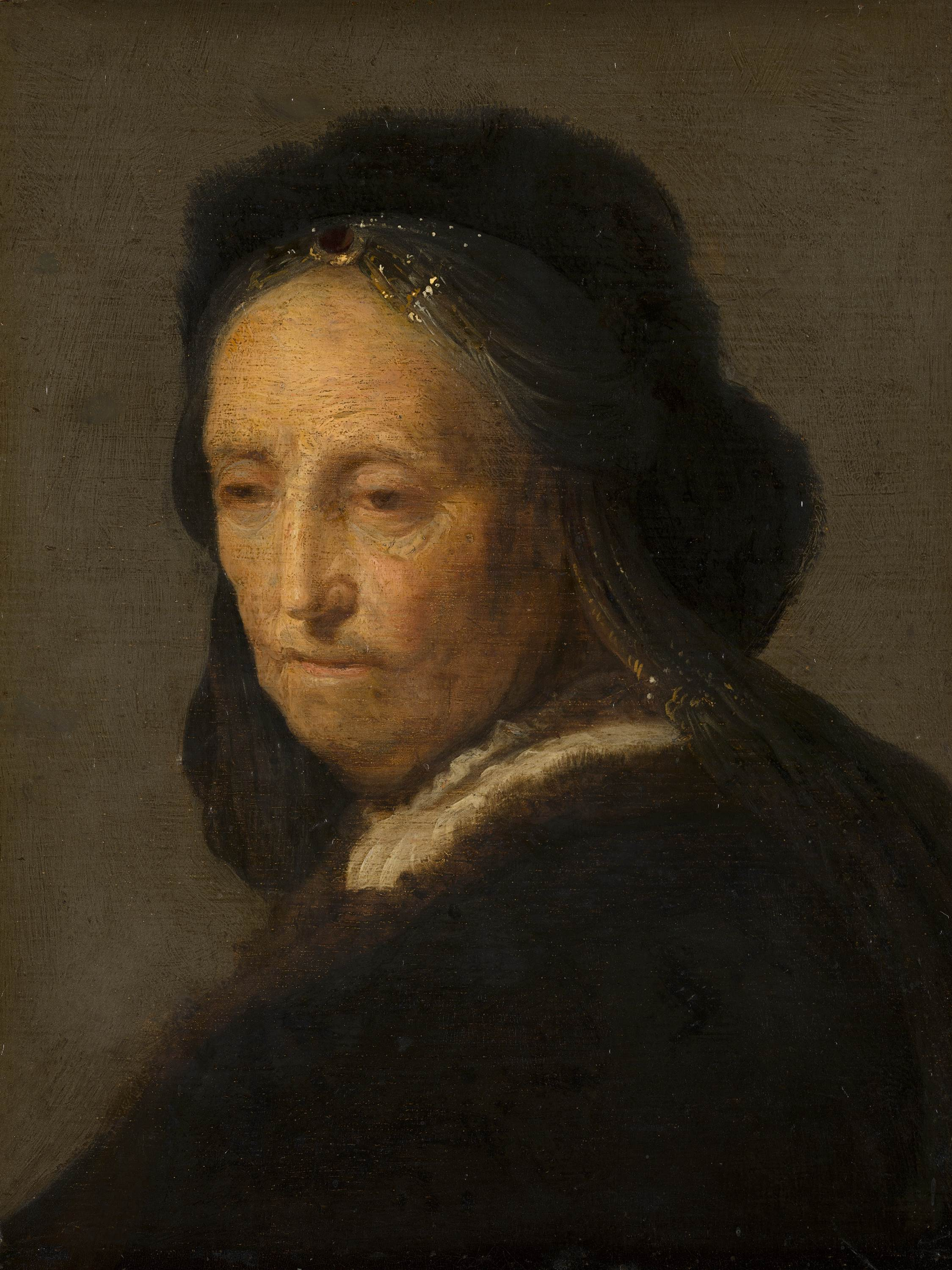
Портрет літньої жінки
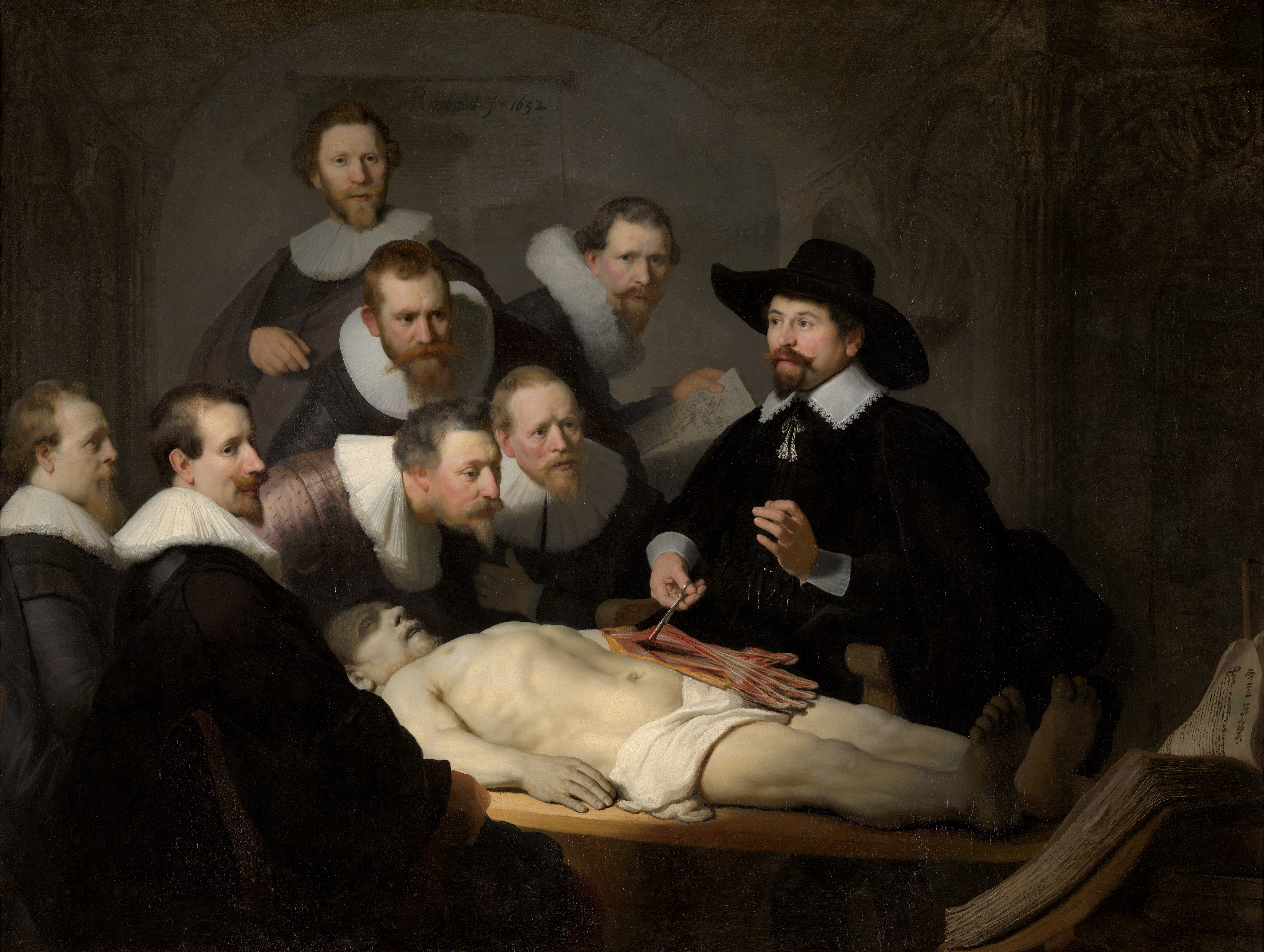
Рембрандт, Урок анатомії доктора Тюльпа, близько 1632 р.

### Франс Галс

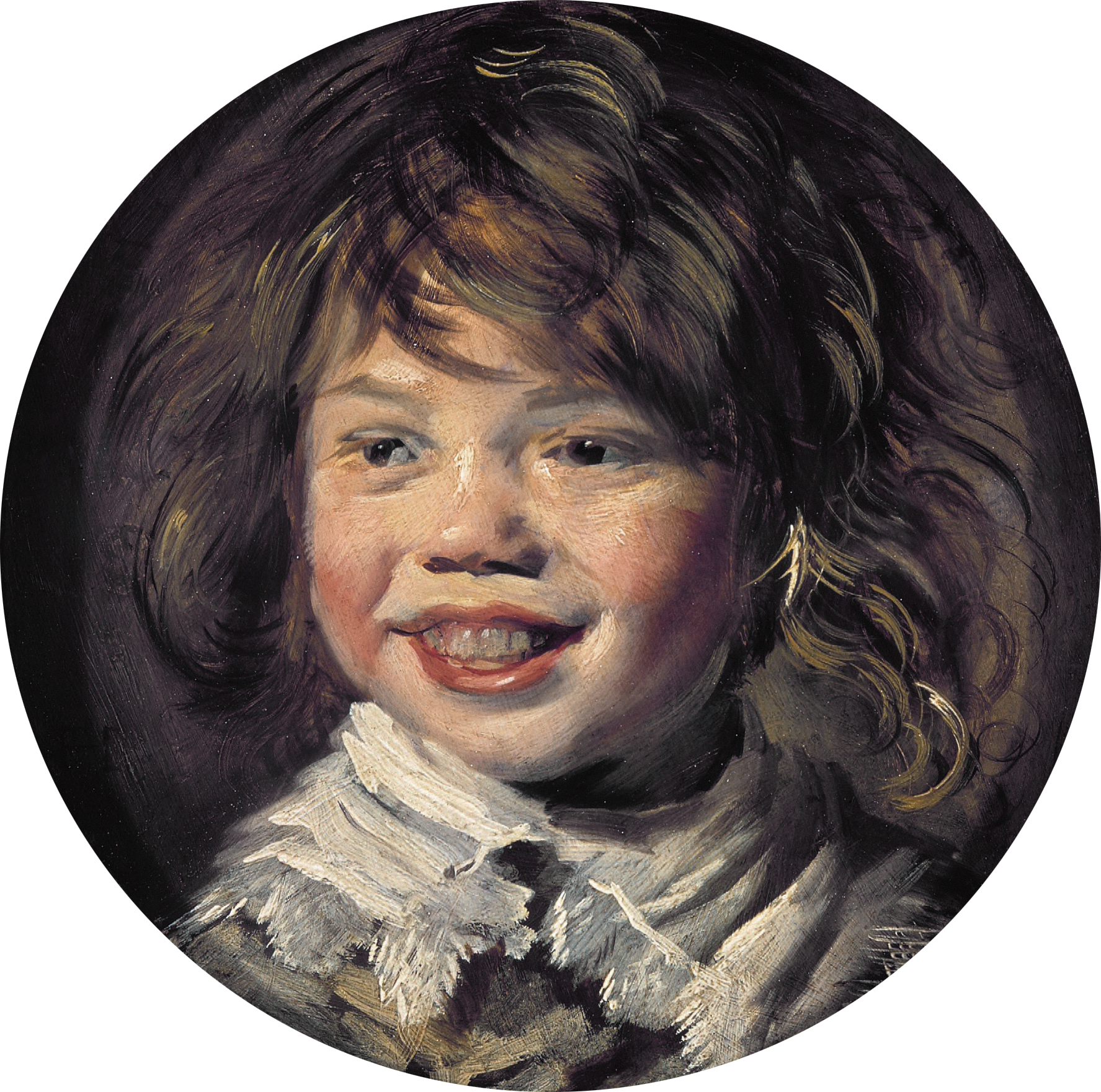
Франс Галс , Хлопчик, що сміється кін. 1625
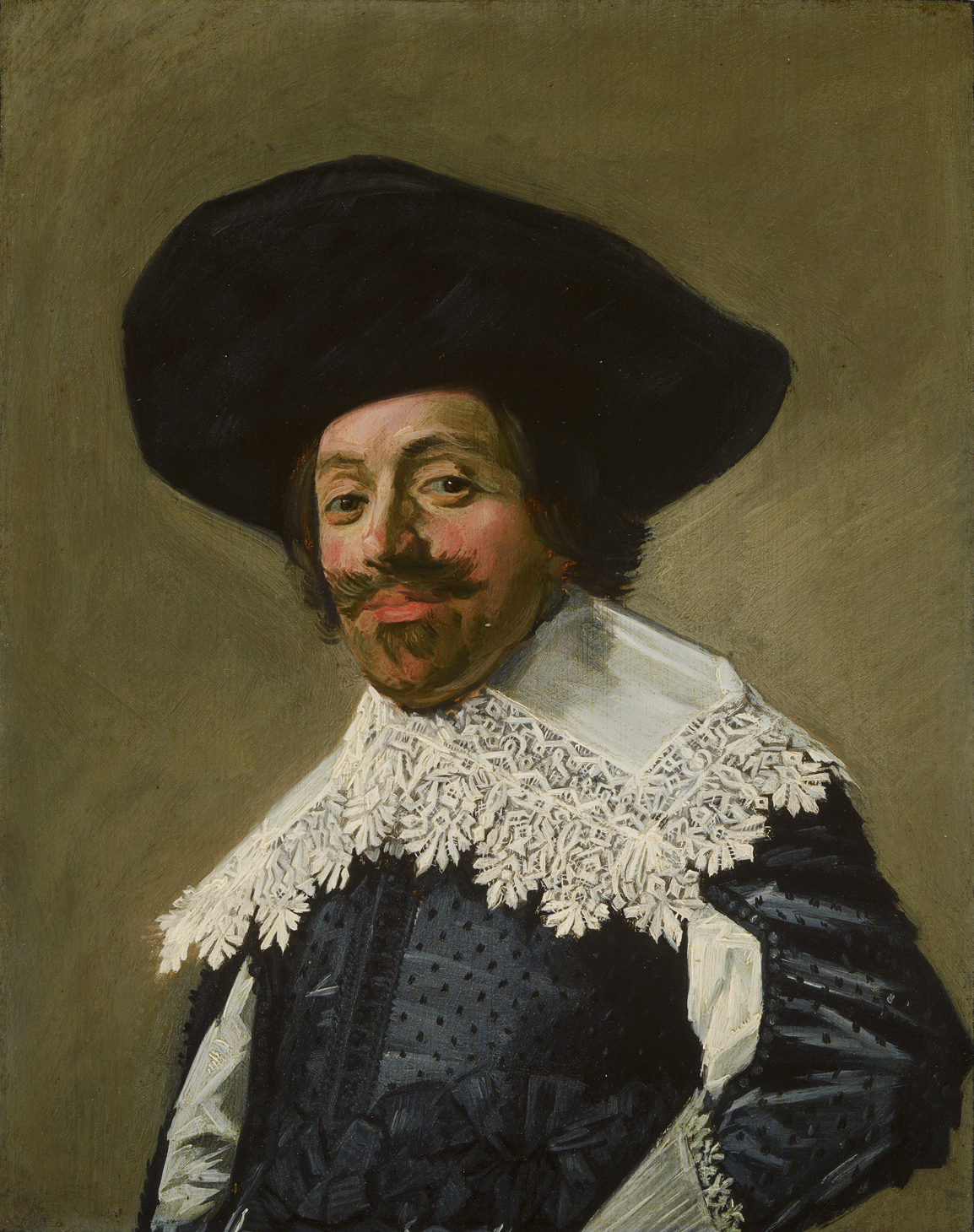
Чоловічий портрет
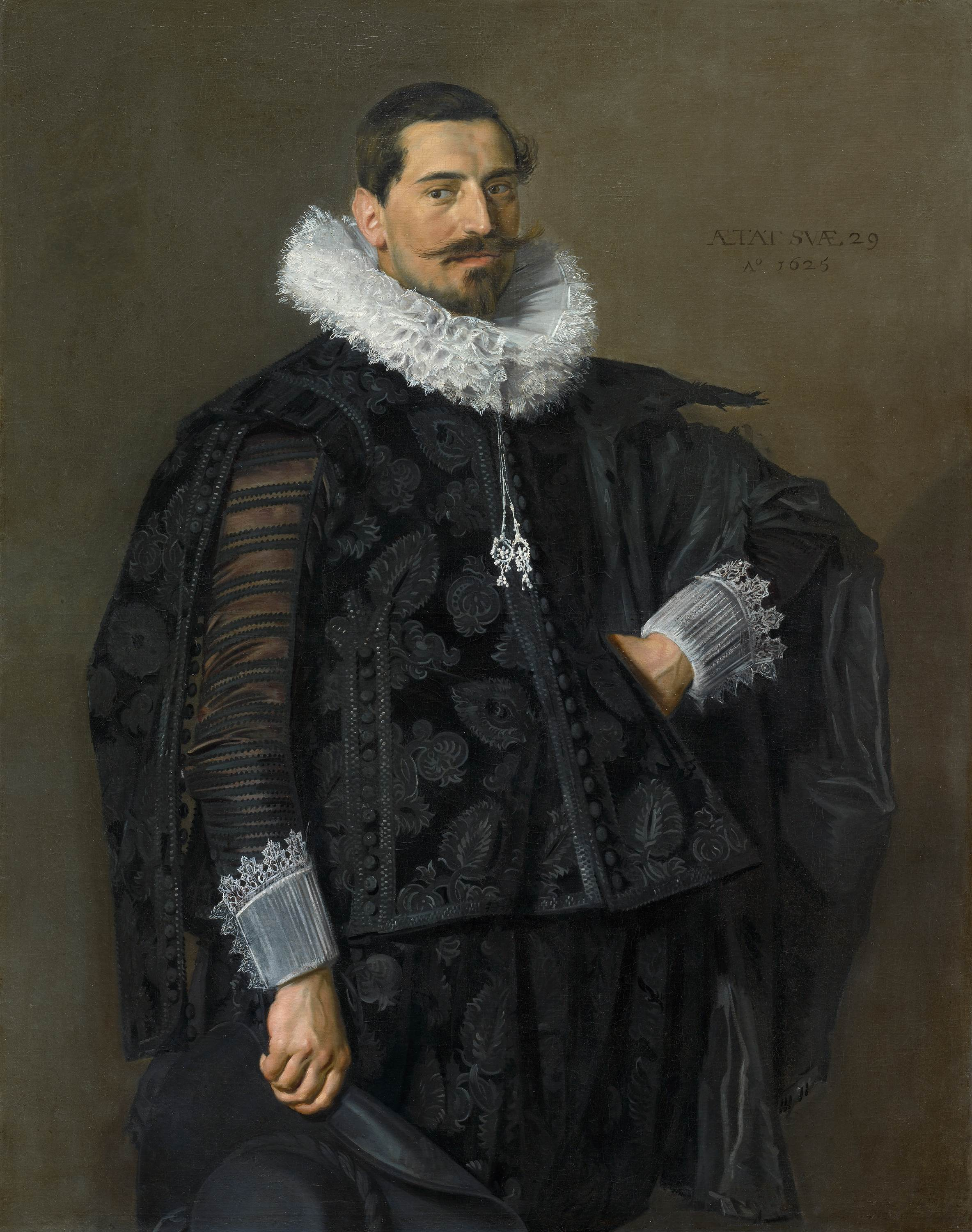
Якоб Пітерс Олікан
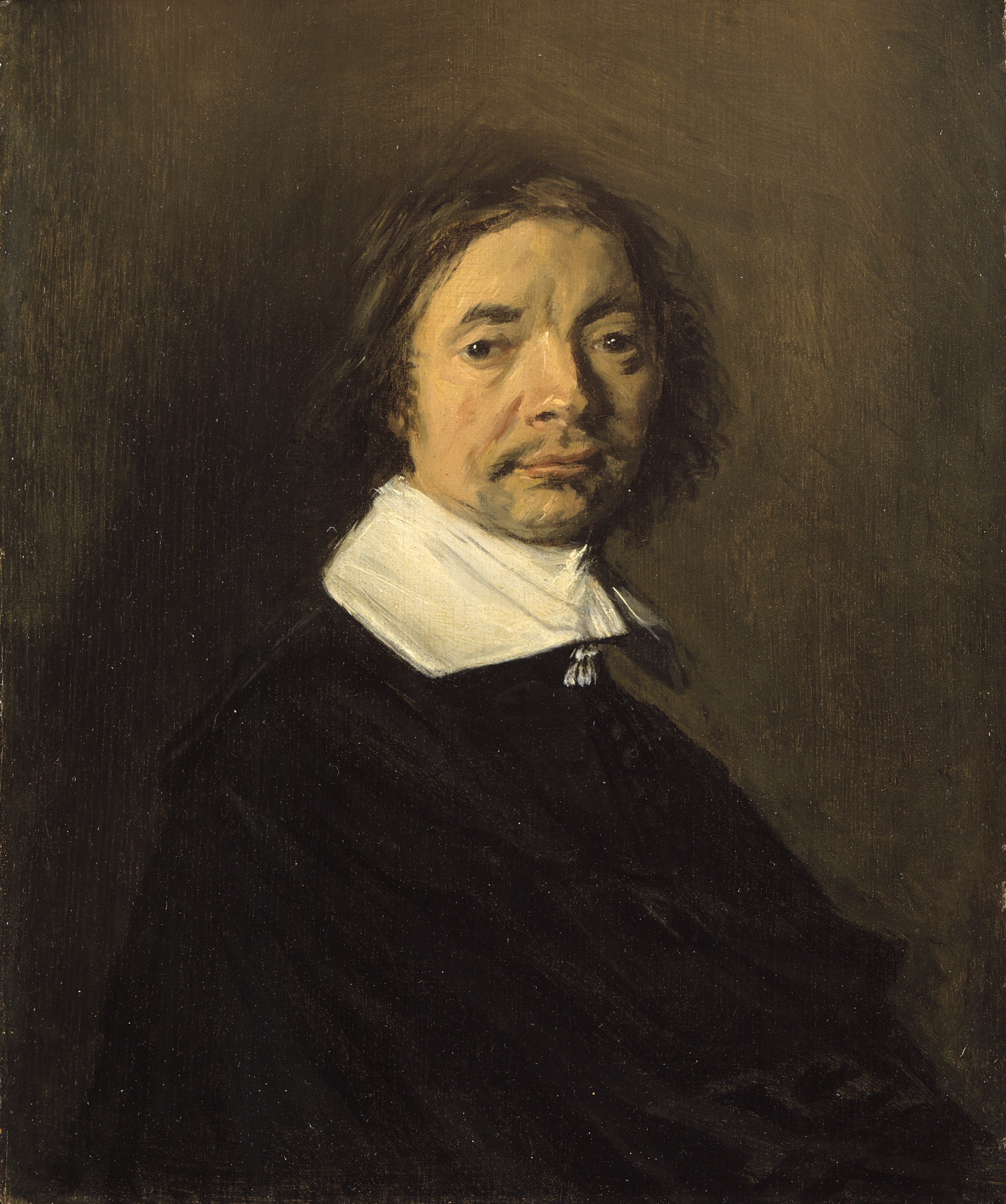
Портрет невідомого пана

### Кнайпа

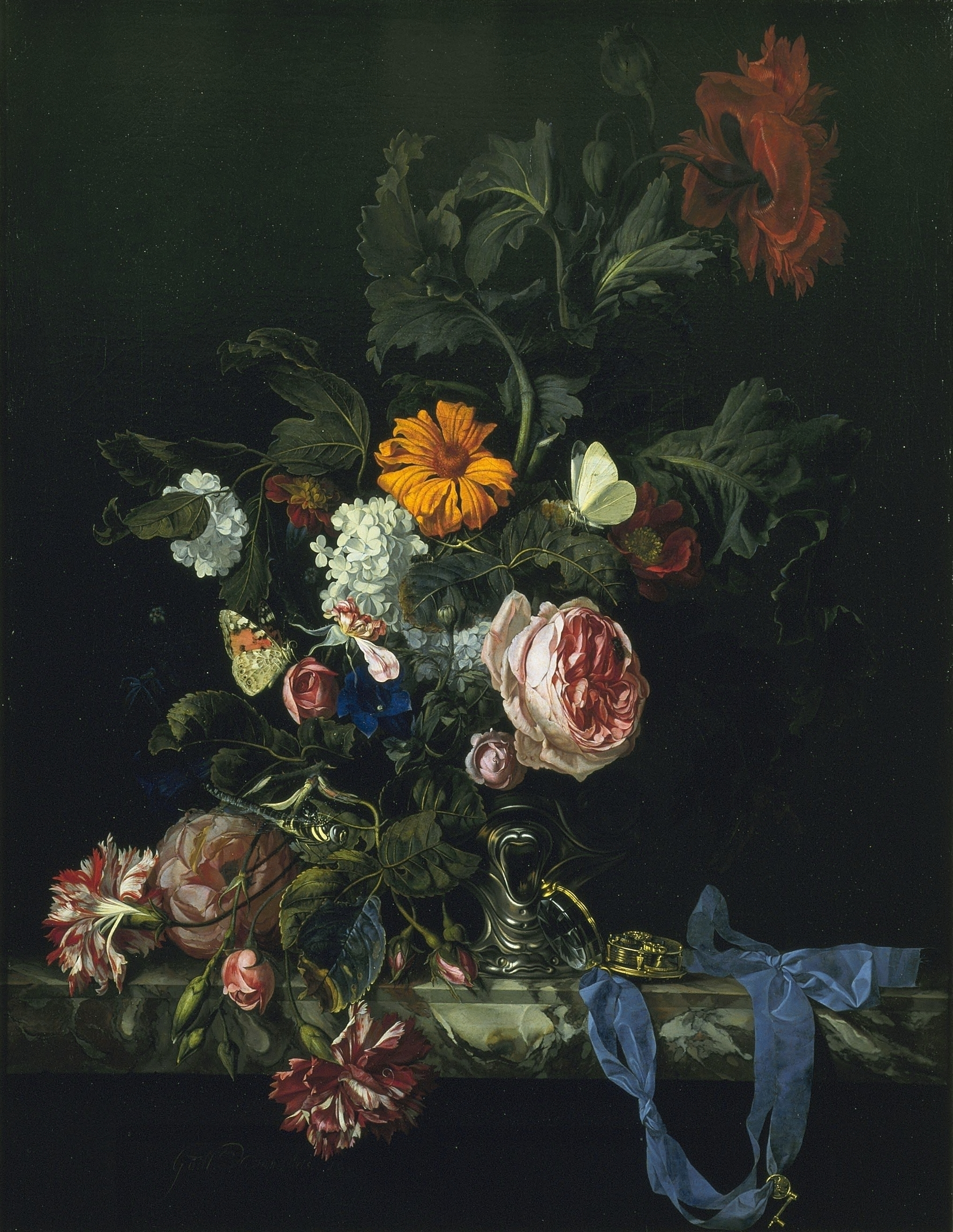
Віллем ван Алст, натюрморт Квіти в срібній вазі
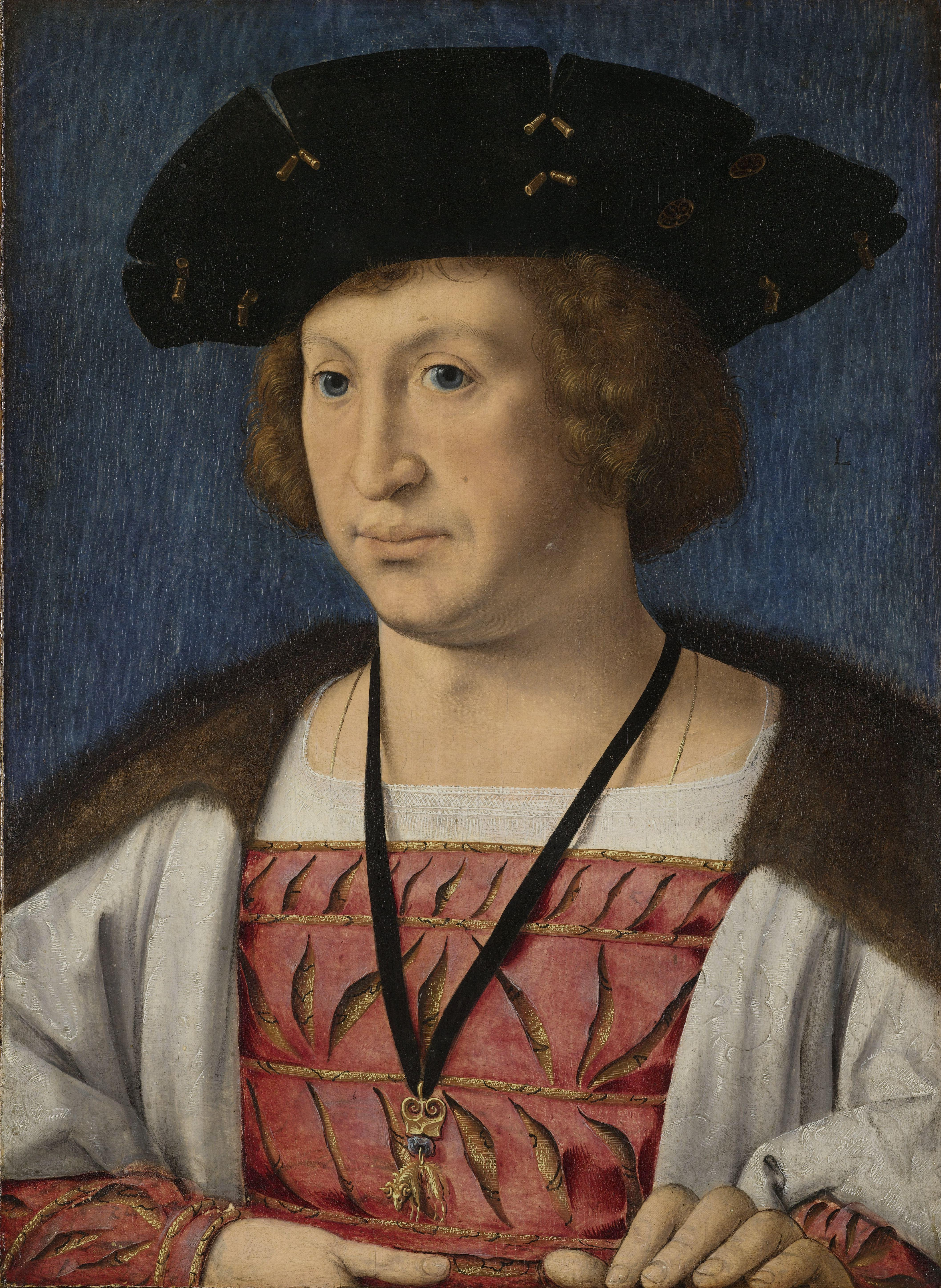
Худ. Ян Госсарт або Мабюз, Флоріс ван Егмонт
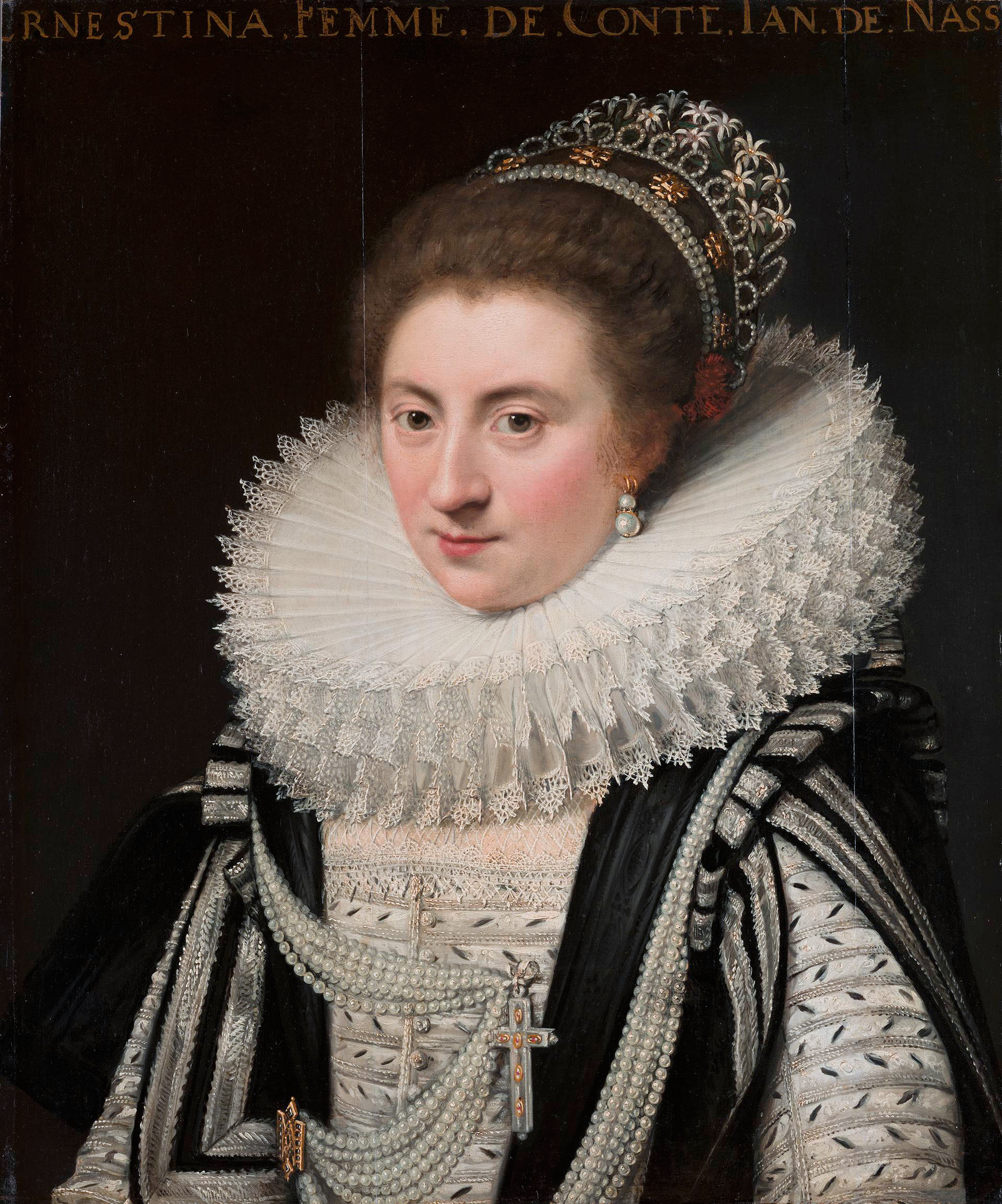
Ян Антоніс ван Равестейн, принцеса Ернестина Йоланд
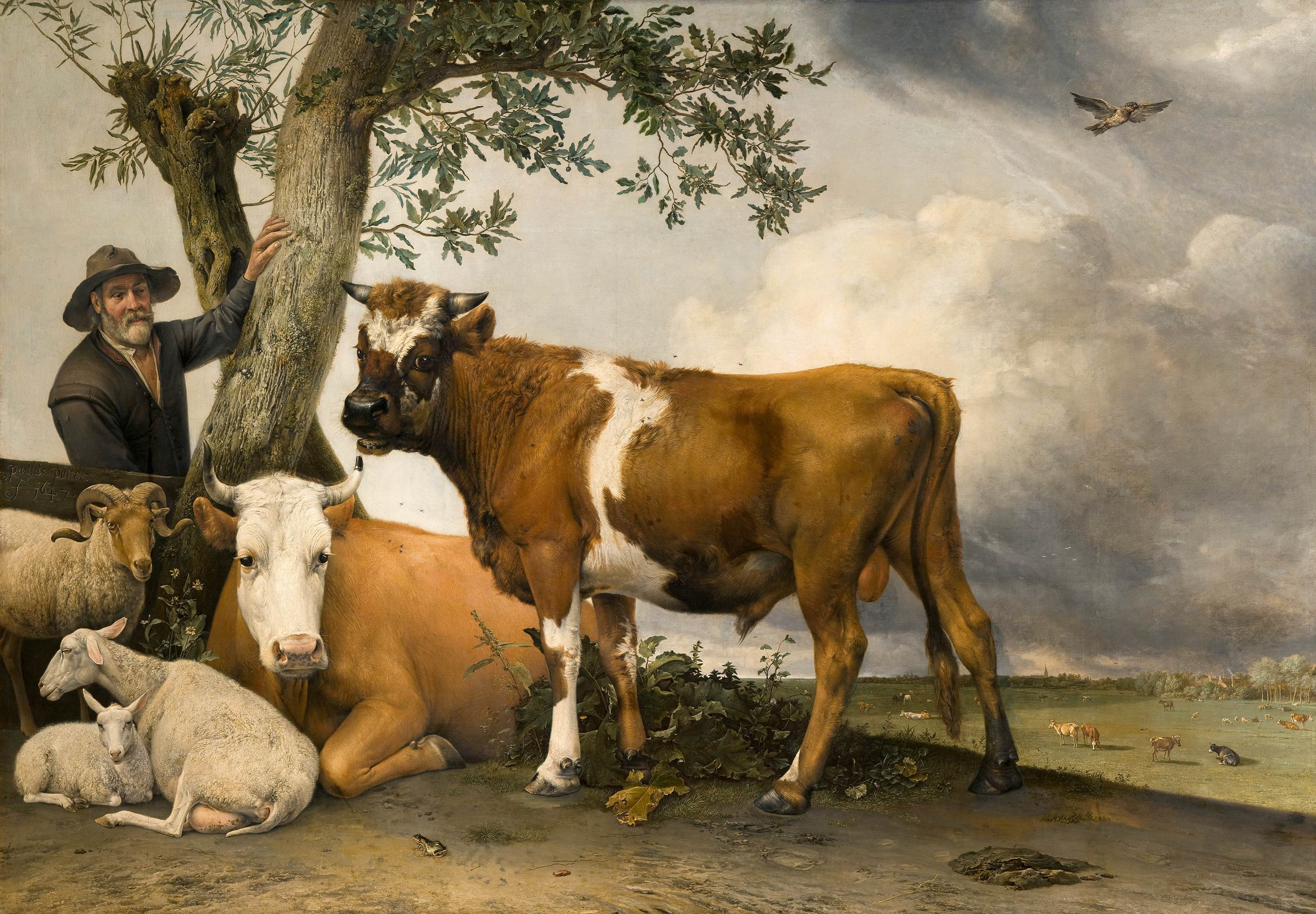
Паулюс Поттер, Бугай бл. 1647